# Yavapai County
Yavapai County er et amt i den centrale del af delstaten Arizona, USA med hovedsædet i Prescott.